# Ismael Hernández
Ismael Marcelo Hernández Uscanga (ur. 23 stycznia 1990 w Cuautla) – meksykański zawodnik pięcioboju nowoczesnego, brązowy medalista olimpijski z Rio de Janeiro. 

## Kariera
Hernández urodził się w rodzinie z tradycjami wojskowymi, sam również służył w armii meksykańskiej. Jest synem Maríi Celeste Uscanga Carmony i Marcelo Hernándeza. Ma młodszego brata, który również trenuje pięciobój nowoczesny. W 2015 r. ukończył Tecnológico de Monterrey na wydziale ekonomii, a następnie rozpoczął studia MBA na Duke University's Fuqua School of Business w Durham w Północnej Karolinie. 

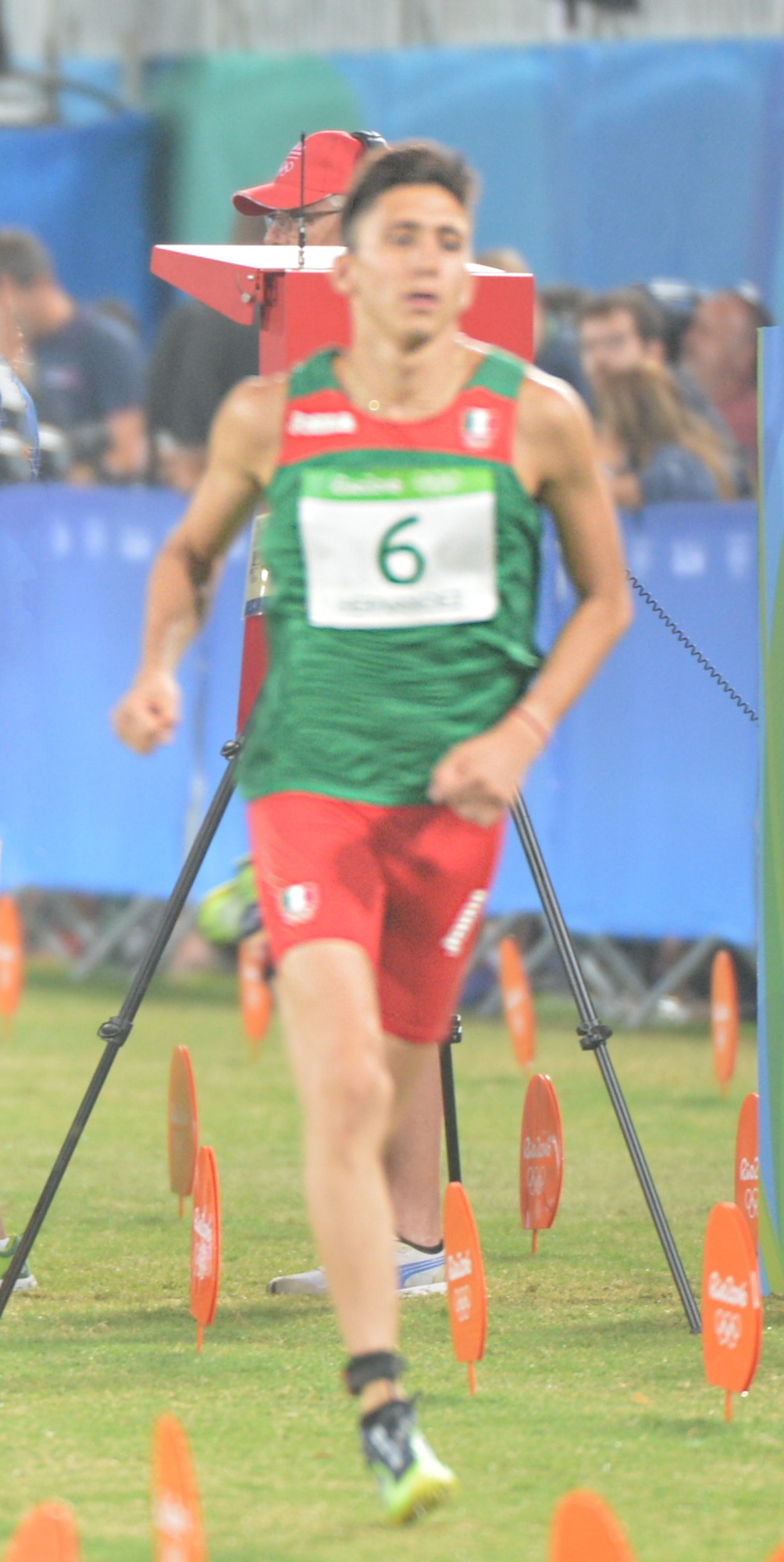
Rio de Janeiro 2016

W 2010 r. wziął udział w Igrzyskach Ameryki Środkowej i Karaibów, gdzie zdobył srebrny medal w zawodach indywidualnych i brązowy medal jako członek drużyny meksykańskiej w pięcioboju nowoczesnym. Tuż przed rozpoczęciem Igrzysk Olimpijskich w Londynie w 2012 r. złamał rękę podczas jazdy konnej co uniemożliwiło mu udział w zawodach. 
Ismael Hernández zdobył srebrny medal w 2015 roku na Igrzyskach Panamerykańskich w Toronto. W następnym roku brał udział w igrzyskach olimpijskich w Rio de Janeiro podczas których zajął trzecie miejsce i brązowy medal  w pięcioboju nowoczesnym. Zakończył rywalizację uzyskując łącznie 1468 punktów: 334 w pływaniu, 208 w szermierce, 300 w jeździe konnej i 626 w strzelectwie i bieganiu.
W 2016 r. otrzymał nagrodę „Premio Nacional de Mérito Deportivo 2016” przyznaną przez Comisión Nacional de Cultura Física y Deporte i Secretaría de Educación Pública (SEP).